# هاینریش بلوخمن
هاینریش بلوخمن معروف به هنری فردیناند بلوخمَن (۸ ژانویه ۱۸۳۸ – ۱۳ ژوئیه ۱۸۷۸)، شرق‌شناس و محقق آلمانی زبان و ادبیات فارسی بود که بیشتر دوران حرفه‌ای خود را در هند گذراند، جایی که ابتدا به عنوان پروفسور و در نهایت به عنوان استاد و مدیر دانشگاه کلکته، دانشگاه آلیه در کلکته کنونی، کار کرد. او همچنین به‌خاطر یکی از اولین ترجمه‌های انگلیسی آئین اکبری، وقایع نگاری فارسی قرن شانزدهم امپراتور مغول، اکبر، در سال ۱۸۷۳ میلادی، شناخته می‌شود.

## زندگی اولیه و پیشینه
او در ۸ ژانویه ۱۸۳۸ در درسدن به دنیا آمد و پسر ارنست ارنفرید بلوخمن چاپگر و برادرزاده کارل یوستوس بلوخمن بود. او در دانشگاه کروشول و دانشگاه لایپزیگ (۱۸۵۵) تحصیل کرد، جایی که زبان‌های شرقی را زیر نظر هاینریش لبرشت فلیشر آموخت و سپس در سال ۱۸۵۷ به پاریس کوچید.

## آثار
کار عمده بلوخمن ترجمه آیین اکبری اثر ابوالفضل بن مبارک بود. نسخه قبلی فرانسیس گلدوین بیشتر یک خلاصه از این کتاب بود. بلوخمن بیش از ترجمه جلد اول (کلکته، ۱۸۷۳) عُمر نکرد و کار توسط هنری سالیوان جارت تکمیل شد. یادداشت‌های بلوخمن به زندگانی امپراتور اکبر و دربار او و اداره امپراتوری گورکانی می‌پردازد. در مقدمه کتاب او به زندگانی ابوالفضل علامی نیز پرداخت. این ترجمه از سال ۱۹۲۷ توسط داگلاس کریون فیلوت و جادونات سارکار اصلاح شد. اثر مهم دیگر او عروض ایرانیان است.
بلوخمن در مجله و مجموعه مقالات برای انجمن آسیایی بنگال مقاله‌هایی تألیف کرد. این مقالات شامل مجموعه ای از مشارکت‌های او در تاریخ و جغرافیای بنگال بود.

## خانواده
بلوچمن با یک زن ایرلندی ازدواج کرد که سه فرزند از آن‌ها به جای ماند.